# Ophthalmitis pertusaria
Ophthalmitis pertusaria är en fjärilsart som beskrevs av Felder 1874. Ophthalmitis pertusaria ingår i släktet Ophthalmitis och familjen mätare. Inga underarter finns listade i Catalogue of Life.